# دوغان عليا (مقاطعة فسا)
دوغان عليا (بالفارسية: دوگان علیا) هي قرية تقع في قسم قره‌بلاغ الريفي في إيران. يقدر عدد سكانها بـ 1,379 نسمة .